# (2252) CERGA
(2252) CERGA (1978 VT) – planetoida z grupy pasa głównego asteroid okrążająca Słońce w ciągu 4,24 lat w średniej odległości 2,62 au. Odkryta 1 listopada 1978.